# Stevie Wright

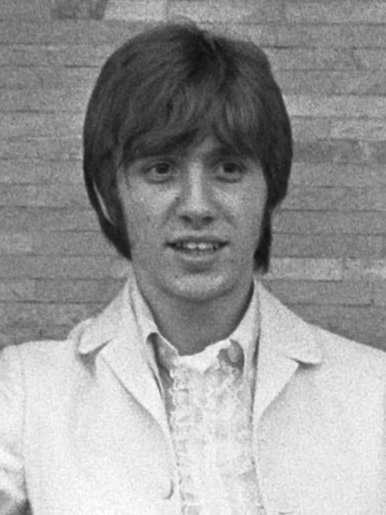
Stevie Wright in 1968

Stephen Carlton "Stevie" Wright (Leeds, 20 december 1947 – Moruya, 27 december 2015) was een Australisch zanger van Britse afkomst. Als zanger van The Easybeats gold hij in de jaren 1960 als eerste internationaal bekende Australische rockster.

## Biografie
Wright werd geboren in Engeland en emigreerde op 9-jarige leeftijd naar Melbourne in Australië. Later verhuisde het gezin naar Sydney waar Wright zong in verschillende door onder andere The Shadows en The Beatles beïnvloede bandjes.
In 1964 vormde hij met Johannes van den Berg (Harry Vanda), Dick van der Sluijs, George Young en Snowy Fleet The Easybeats. De band had al snel succes en scoorde hits met She's So Fine (1965), Friday on My Mind (1966) en Hello, how are you (1968). Wright kreeg in deze periode als bijnaam Little Stevie.
Nadat The Easybeats in 1969 uit elkaar waren gegaan, speelde Wright in een aantal bandjes. In 1972 had hij de rol van de apostel Simon in de Australische opvoering van de musical Jesus Christ Superstar. In 1974 bracht hij het soloalbum Hard Road uit. De ruim 11 minuten durende single Evie was een nummer 1-hit in Australië. In Nederland kwam het nummer in de Tipparade.
In de jaren 1980 leverde Wright een bijdrage aan het album Headlines van Flash and the Pan, de band van Easybeats-leden Young en Vanda.
Stevie Wright overleed in 2015 op 68-jarige leeftijd in een ziekenhuis in Moruya, een kustplaats in New South Wales, aan een longontsteking.

## Discografie
- Hard Road (1974)
- Black-eyed Bruiser (1975)
- Facing the Music (1986)
- Striking It Rich (1991)
- Definitive Collection (2004)

- Bibliothèque nationale de France: cb179186443 (data)
- Gemeinsame Normdatei: 134582446
- International Standard Name Identifier: 0000 0000 8213 1493
- Library of Congress Control Number: n91032182
- MusicBrainz: 813fbc62-134a-4f01-85ad-c78b1c7869c5
- Nationale bibliotheek van Australië: 35515079
- Trove: 529466
- Virtual International Authority File: 100392654